# Zjednoczone Państwa Arabskie
Zjednoczone Państwa Arabskie – istniejąca w latach 1958–1961 konfederacja Zjednoczonej Republiki Arabskiej i Królestwa Jemenu. 
Ze względu na sprzeciw Jemenu wobec reformatorskich planów Egiptu konfederacja istniała de facto tylko na papierze, zaś w 1961 została rozwiązana.